# Alchemilla macrosepala
Alchemilla macrosepala é uma espécie de rosácea do gênero Alchemilla, pertencente à família Rosaceae.